# Carl Magnus Creutz
Carl Magnus Creutz, född 10 september 1821 på Malmgård i Pernå, död där 20 mars 1893, var en finländsk greve, ämbetsman och historisk författare. Han var svärfar till Axel August Cronhielm.
Creutz, som var son till greve Karl Gustaf Creutz och Agneta Lovisa Fredrika Ulfsparre, blev student 1838, filosofie kandidat 1846, filosofie licentiat 1847 och filosofie doktor 1850. Han vistades 1848–50 i Sverige för agronomiska studier och historisk forskning, vilka sistnämndas resultat publicerades i Anjalaförbundet, en på förut okänt material grundad undersökning, som utkom i Stockholm 1848 under pseudonymen "Maunu Malmanen", och De monasterio Vallis Gratiæ (1850; akademisk avhandling, under titeln Birgittinerklostret i Nådendal, historiskt utkast, införd i tidskriften Suomi för 1849). 
Sedan Creutz under en följd av år ägnat sig åt skötseln av sitt vidsträckta gods Malmgård och åt kommunala värv, gjorde han sig från början av 1860-talet bemärkt i det uppspirande politiska livet. Han var medlem av 1861 års myntkommitté och av Januariutskottet 1862 samt anförde 1863 en deputation av herremän och bönder, som till Alexander II i Helsingfors framförde en tacksägelse för sammankallandet av 1863 års lantdag. Han var en av ridderskapets och adelns mest liberala talare vid lantdagen 1863–64 och verkade tillika såsom utskottsmedlem i stats- och ekonomiutskotten. 
Kort därefter inträdde Creutz i statstjänst, i det att han 1864 blev tillförordnad och 1866 ordinarie guvernör i Åbo och Björneborgs län. Han deltog i 1867 års lantdag, var medlem av grundlags- och statsutskotten, men ingrep, bunden av sin ställning såsom troman, mindre än vid det föregående ständermötet i debatterna. 
Creutz, som blev medlem av Finska historiska samfundet vid dess stiftelse 1875, vinnlade sig under sin långvariga tjänsteverksamhet i Åbo om vårdandet av stadens historiska minnesmärken. Även till stadens försköning bidrog han. På fädernegodset Malmgård uppförde han ett slott, dit han flyttade efter att 1889 erhållit avsked från guvernörsämbetet.